# لوثر وايتهيد
لوثر وايتهيد (25 يونيو 1869 في المملكة المتحدة - 16 يناير 1931) (بالإنجليزية: Luther Whitehead)‏ هو لاعب كريكت بريطاني وبريطاني (وحمل سابقاً جنسية المملكة المتحدة لبريطانيا العظمى وأيرلندا).